# Wereldbeker skeleton 2011/2012
De wereldbeker skeleton in het seizoen 2011/2012 (officieel:  Viessmann FIBT Bob & Skeleton World Cup Tour 2011/2012) ging van start op 2 december en eindigde op 9 februari. De competitie werd georganiseerd door de FIBT, gelijktijdig met de WB bobsleeën.
De competitie omvatte acht wedstrijden in de twee traditionele onderdelen in het skeleton, mannen en vrouwen individueel. Daarnaast werden er wedstrijden georganiseerd voor landenteams welke bestonden uit twee bobslee en twee skeleton runs. De uitslag van de vierde wedstrijd in Altenberg gold voor de Europese deelnemers tevens als het Europees kampioenschap.
Een noviteit had plaats tijdens de derde wereldbekerwedstrijd in Winterberg. Op vrijdag vond bij zowel de mannen als vrouwen een kwalificatierun plaats (oorspronkelijk zouden dit er twee zijn geweest, maar vanwege zware sneeuwval werd dit terug gebracht naar een) waarna de eerste tien geklasseerden zich voor de finale op zaterdag kwalificeerden.
De titels gingen het vorige seizoen naar de Let Martins Dukurs bij de mannen en de Duitse Anja Huber bij de vrouwen. Uit Nederland nam Joska Le Conté deel bij de vrouwen.
Bij de mannen veroverde de Let Martins Dukurs voor het derde opeenvolgende seizoen de eindzege in de wereldbeker, het was ook zijn derde podium plaats in het eindklassement. Hij behaalde dit seizoen zeven keer het podium, alle zeven keer als eerste. De Duitser Frank Rommel nam voor de vierde keer plaats op het erepodium. In 2010 werd hij net als dit seizoen tweede. In 2009 en 2011 eindigde hij op de derde plaats in het eindklassement. Hij eindigde dit seizoen vier keer op het podium (1× eerste, 2× tweede en 1× derde). Op de derde plaats eindigde de broer van de winnaar van het eindklassement. Tomass Dukurs veroverde hiermee voor het eerst een plaats op het eindpodium van de wereldbeker skeleton. Hij eindigde dit seizoen drie keer op het podium (2× tweede en 1× derde).
Bij de vrouwen veroverde de Britse Shelley Rudman na tweede plaatsen in de seizoenen 2008/09, 2009/10 en 2010/11 voor het eerst de eindzege in wereldbeker skeleton. Ze was de tweede Britse vrouw die hier in slaagde. Alexandra Hamilton-Coomber behaalde in 1999/00, 2000/01 en 2001/02 drie opeenvolgende seizoenen de eindzege. Rudman nam dit seizoen vijf keer plaats op het erepodium (1× eerste, 1× tweede en 3× derde). De winnares van de wereldbeker in het seizoen 2008/09, de Duitse Marion Thees-Trott, eindigde op de tweede plaats. Het was voor haar de tweede eindplaats op het erepodium. Zij stond dit seizoen twee keer op het erepodium (1× tweede, 1× derde). Haar landgenote Anja Huber en de winnares van het vorige seizoen (2010/11) nam de derde positie in op het eindpodium. Ook voor haar was het de tweede eindplaats op het erepodium. Zij stond dit seizoen een keer op het erepodium, een eerste plaats in de vierde wereldbeker die haar tegelijk de Europese titel bezorgde. Joska Le Conté eindigde dit seizoen op de 18e plaats.
Wereldbeker punten
De eerste 30 in het dagklassement krijgen punten voor het wereldbekerklassement toegekend.
| Klassering = punten                          | Klassering = punten                           | Klassering = punten                               | Klassering = punten                          | Klassering = punten                          | Klassering = punten                          |
| -------------------------------------------- | --------------------------------------------- | ------------------------------------------------- | -------------------------------------------- | -------------------------------------------- | -------------------------------------------- |
| 1e = 225 2e = 210 3e = 200 4e = 192 5e = 184 | 6e = 176 7e = 168 8e = 160 9e = 152 10e = 144 | 11e = 136 12e = 128 13e = 120 14e = 112 15e = 104 | 16e = 96 17e = 88 18e = 80 19e = 74 20e = 68 | 21e = 62 22e = 56 23e = 50 24e = 45 25e = 40 | 26e = 36 27e = 32 28e = 28 29e = 24 30e = 20 |

## Mannen

#### Uitslagen
| Datum       | Plaats                             | Eerste         | Tweede                           | Derde                 |
| ----------- | ---------------------------------- | -------------- | -------------------------------- | --------------------- |
| 03/12/2011  | Igls                               | Martins Dukurs | Aleksandr Tretjakov              | Tomass Dukurs         |
| 09/12/2011  | La Plagne                          | Martins Dukurs | Tomass Dukurs                    | Aleksandr Tretjakov   |
| 16/12/2011  | Winterberg                         | Martins Dukurs | Frank Rommel                     | Aleksandr Tretjakov   |
| 06/01/2012* | Altenberg                          | Martins Dukurs | Tomass Dukurs                    | Alexander Kröckel     |
| 14/01/2012  | Königssee                          | Frank Rommel   | Alexander Kröckel                | Matthias Guggenberger |
| 21/01/2012  | Sankt Moritz                       | Martins Dukurs | Ben Sandford                     | Matthew Antoine       |
| 03/02/2012  | Whistler (Whistler Sliding Centre) | Martins Dukurs | Frank Rommel Aleksandr Tretjakov |                       |
| 09/02/2012  | Calgary                            | Martins Dukurs | Aleksandr Tretjakov              | Frank Rommel          |

* WB#4 08/01: Tegelijkertijd het Europees kampioenschap.

### Eindstand
| #  | Piloot                 | Land | Punten |
| -- | ---------------------- | ---- | ------ |
| 1  | Martins Dukurs         | LAT  | 1.751  |
| 2  | Frank Rommel           | GER  | 1.605  |
| 3  | Tomass Dukurs          | LAT  | 1.524  |
| 4  | Aleksandr Tretjakov    | RUS  | 1.446  |
| 5  | Alexander Kroeckel (J) | GER  | 1.340  |
| 6  | Alexander Gassner (J)  | GER  | 1.264  |
| 7  | Kristan Bromley        | GBR  | 1.248  |
| 8  | Sergej Tsjoedinov      | RUS  | 1.144  |
| 9  | Matthew Antoine        | USA  | 1.128  |
| 10 | Matthias Guggenberger  | AUT  | 1.128  |
| 11 | John Fairbairn         | CAN  | 1.008  |

| #  | Piloot             | Land | Punten |
| -- | ------------------ | ---- | ------ |
| 12 | Michael Douglas    | CAN  | 992    |
| 13 | Adam Pengilly      | GBR  | 988    |
| 14 | Eric Neilson       | CAN  | 938    |
| 15 | Raphael Maier (J)  | AUT  | 822    |
| 16 | Hiroatsu Takahashi | JPN  | 730    |
| 17 | Ben Sandford       | NZL  | 690    |
| 18 | John Daly          | USA  | 661    |
| 19 | Maurizio Oioli     | ITA  | 602    |
| 20 | Kyle Tress         | USA  | 548    |
| 21 | Shinsuke Tayama    | JPN  | 526    |
| 22 | Anže Šetina        | SLO  | 516    |

| #  | Piloot                        | Land | Punten |
| -- | ----------------------------- | ---- | ------ |
| 23 | Ander Mirambell               | ESP  | 436    |
| 24 | Michael Höfer                 | SUI  | 416    |
| 25 | Lukas Kummer                  | SUI  | 408    |
| 26 | Giovanni Mulassano            | ITA  | 332    |
| 27 | Andy Wood                     | GBR  | 326    |
| 28 | Silviu Alexandru Mesanosi (J) | ROU  | 268    |
| 29 | Urs Vescoli                   | AUS  | 109    |
| 30 | Greg West                     | USA  | 86     |
| 31 | Bradley Chalupski             | ISR  | 72     |
| 32 | Dorin Dumitru Velicu          | ROU  | 40     |
| 33 | Michael Coutts                | NZL  | 28     |

 (J) = junior 

## Vrouwen

### Uitslagen
| Datum       | Plaats                             | Eerste                | Tweede                 | Derde                    |
| ----------- | ---------------------------------- | --------------------- | ---------------------- | ------------------------ |
| 02/12/2011  | Igls                               | Olga Potylitsina      | Emma Lincoln-Smith     | Mellisa Hollingsworth    |
| 10/12/2011  | La Plagne                          | Mellisa Hollingsworth | Anne O’Shea            | Katie Uhlaender          |
| 16/12/2011  | Winterberg                         | Amy Gough             | Katharina Heinz        | Marion Thees-Trott       |
| 07/01/2012* | Altenberg                          | Anja Huber            | Katharina Heinz        | Shelley Rudman           |
| 13/01/2012  | Königssee                          | Shelley Rudman        | Marion Thees-Trott     | Mellisa Hollingsworth    |
| 20/01/2012  | Sankt Moritz                       | Elizabeth Yarnold     | Shelley Rudman         | Katharina Heinz          |
| 02/02/2012  | Whistler (Whistler Sliding Centre) | Mellisa Hollingsworth | Lucy Katherine Chaffer | Shelley Rudman           |
| 09/02/2012  | Calgary                            | Elizabeth Yarnold     | Anja Huber             | Amy Gough Shelley Rudman |

Nederlandse deelname
| Naam           | WB #1 | WB #2 | WB #3 | WB #4 * | WB #5 | WB #6 | WB #7 | WB #8 |
| -------------- | ----- | ----- | ----- | ------- | ----- | ----- | ----- | ----- |
| Joska Le Conté | 15e   | 18e   | 12e   | 11e     | 22e   | 22e   | 14e   | 21e   |

* WB#4 08/01: De uitslag gold tegelijkertijd voor de Europese deelnemers voor het Europees kampioenschap. Nadat de twee Canadese (5 en 7), de Amerikaanse (6), de twee Australische (8 en 10) en de Nieuw-Zeelandse (9) deelneemsters uit de uitslag werd gehaald eindigde Le Conté op plaats 5 op het EK.

### Eindstand
| #  | Pilote                 | Land | Punten |
| -- | ---------------------- | ---- | ------ |
| 1  | Shelley Rudman         | GBR  | 1.507  |
| 2  | Marion Thees-Trott     | GER  | 1.458  |
| 3  | Anja Huber             | GER  | 1.443  |
| 4  | Mellisa Hollingsworth  | CAN  | 1.434  |
| 5  | Katharina Heinz        | GER  | 1.332  |
| 6  | Amy Gough              | CAN  | 1.321  |
| 7  | Lucy Katherine Chaffer | AUS  | 1.138  |
| 8  | Anne O’Shea            | USA  | 1.122  |
| 9  | Emma Lincoln-Smith     | AUS  | 1.114  |
| 10 | Sarah Reid             | CAN  | 1.104  |

| #  | Pilote                | Land | Punten |
| -- | --------------------- | ---- | ------ |
| 11 | Katie Uhlaender       | USA  | 1.024  |
| 12 | Maria Orlova          | RUS  | 900    |
| 13 | Janine Flock (J)      | AUT  | 872    |
| 14 | Olga Potylitsina (J)  | RUS  | 817    |
| 15 | Olga Nikandrova (J)   | RUS  | 800    |
| 16 | Katharine Eustace     | NZL  | 794    |
| 17 | Nozomi Komuro         | JPN  | 770    |
| 18 | Joska Le Conté        | NED  | 734    |
| 19 | Elizabeth Yarnold (J) | GBR  | 714    |
| 20 | Kimber Gabryszak      | USA  | 710    |

| #  | Pilote                | Land | Punten |
| -- | --------------------- | ---- | ------ |
| 21 | Marina Gilardoni      | SUI  | 640    |
| 22 | Barbara Hosch         | SUI  | 525    |
| 23 | Amy Williams          | GBR  | 446    |
| 24 | Michaela Gläßer       | CZE  | 443    |
| 25 | Maria Marinela Mazilu | ROU  | 343    |
| 26 | Delia Andreea Ivas    | ROU  | 247    |
| 27 | Lelde Priedulēna (J)  | LAT  | 242    |
| 28 | Svetlana Vasiljeva    | RUS  | 240    |
| 29 | Rachelle Rasmussen    | USA  | 50     |

 (J) = junior 

## Landenwedstrijd
In het teamonderdeel werden per team twee (2-mans)bobslee- en twee skeletonruns gedaald.
Igls, 3 december
| # | Land                | Skeleton (m)          | Tweemansbob (v)                              | Skeleton (v)          | Tweemansbob (m)                          |
| - | ------------------- | --------------------- | -------------------------------------------- | --------------------- | ---------------------------------------- |
| 1 | Duitsland           | Frank Rommel          | Sandra Kiriasis / Stephanie Schneider        | Anja Huber            | Maximilian Arndt / Jan Speer             |
| 2 | Duitsland           | Alexander Kröckel     | Anja Schneiderheinze / Christin Senkel       | Marion Thees          | Manuel Machata / Michail Makarow         |
| 3 | Rusland             | Aleksandr Tretjakov   | Olga Fjodorova / Joelia Timofejeva           | Olga Potylitsina      | Aleksandr Kasjanov / Maxim Mokrousov     |
| 4 | Oostenrijk          | Matthias Guggenberger | Christine Hengster / Anna Feichtner          | Janine Flock          | Jürgen Loacker / Martin Fichtner         |
| 5 | Internationaal team | John Fairbairn        | Viktoria Tokovaya / Margarita Ismailova      | Sarah Reid            | Chris Spring / Derek Plug                |
| 6 | Verenigde Staten    | Matthew Antoine       | Jazmine Fenlater / Brittany Reinbolt         | Kimber Gabryszak      | John Napier / Johnny Quinn               |
| 7 | Rusland             | Sergej Tsjoedinov     | Anastasia Tambovtseva / Ljoedmila Oedobkina  | Olga Nikandrova       | Aleksej Gorlatsjev / Maxim Melesjkin     |
| 8 | Roemenië            | Silviu Mesarosi       | Carmen Tronescu / Christina-Beatrice Spataru | Maria Marinela Mazilu | Dorin-Alexandru Grigore / Anca Barcacila |

Königssee, 14 januari
| #  | Land                  | Skeleton (m)        | Tweemansbob (v)                              | Skeleton (v)          | Tweemansbob (m)                        |
| -- | --------------------- | ------------------- | -------------------------------------------- | --------------------- | -------------------------------------- |
| 1  | Duitsland             | Alexander Kröckel   | Sandra Kiriasis / Berit Wiacker              | Marion Thees          | Benjamin Schmid / Richard Adjei        |
| 2  | Duitsland             | Frank Rommel        | Anja Schneiderheinze / Lisette Thöne         | Anja Huber            | Manuel Machata / Michail Makarow       |
| 3  | Canada                | Michael Douglas     | Kaillie Humphries / Heather Hughes           | Mellisa Hollingsworth | Lyndon Rush / Cody Sorensen            |
| 4  | Rusland               | Aleksandr Tretjakov | Olga Fjodorova / Ljoedmila Oedobkina         | Maria Orlova          | Aleksandr Kasjanov / Maxim Beloegin    |
| 5  | Zwitserland           | Michael Höfer       | Fabienne Meyer / Andrea Bitzer               | Barbara Hosch         | Beat Hefti / Patrick Blöchliger        |
| 6  | Internationaal team   | Raphael Maier       | Christine Hengster / Alexandra Tüchi         | Katherine Eustace     | Jürgen Loacker / Michael Flunk         |
| 7  | Rusland               | Sergej Tsjoedinov   | Anastasia Tambovtseva / Margarita Ismailova  | Olga Nikandrova       | Nikita Zarharov / Denis Moisejtsjenkov |
| 8  | Internationaal team * | Urs Vescoli         | Astrid Radjenovic / Jamie Hedge              | Emma Lincoln-Smith    | Vuk Radjenović / Nikola Milinkovic     |
| 9  | Verenigde Staten      | Kyle Tress          | Bree Schaaf / Hillary Werth                  | Kimber Gabryszak      | John Napier / Dallas Robinson          |
| 10 | Roemenië              | Silviu Mesarosi     | Carmen Tronescu / Christina-Beatrice Spataru | Maria Marinela Mazilu | Dorin-Alexandru Grigore / Danut Stancu |

* Astrid Radjenovic (geboren Loch-Wilkinson) en Vuk Radjenović zijn een echtpaar.
1986/1987 · 
1987/1988 · 
1988/1989 · 
1989/1990 · 
1990/1991 · 
1991/1992 · 
1992/1993 · 
1993/1994 · 
1994/1995 · 
1995/1996 · 
1996/1997 · 
1997/1998 · 
1998/1999 · 
1999/2000 · 
2000/2001 · 
2001/2002 · 
2002/2003 · 
2003/2004 · 
2004/2005 · 
2005/2006 · 
2006/2007 · 
2007/2008 · 
2008/2009 ·
2009/2010 ·
2010/2011 ·
2011/2012 ·
2012/2013 ·
2013/2014 ·
2014/2015 ·
2015/2016 ·
2016/2017 ·
2017/2018 ·
2018/2019 ·
2019/2020 ·
2020/2021 ·
2021/2022 ·
2022/2023 ·
2023/2024 ·
2024/2025
Alpineskiën ·
Biatlon ·
Bobsleeën ·
Freestyleskiën ·
Langlaufen ·
Noordse combinatie ·
Rodelen ·
Schaatsen (junioren) ·
Schansspringen ·
Shorttrack ·
Skeleton ·
Snowboarden